# Bellême
Bellême és un municipi francès situat al departament de l'Orne i a la regió de Normandia. L'any 2007 tenia 1.576 habitants.

## Demografia

### Població
El 2007 la població de fet de Bellême era de 1.576 persones. Hi havia 700 famílies de les quals 300 eren unipersonals (96 homes vivint sols i 204 dones vivint soles), 228 parelles sense fills, 116 parelles amb fills i 56 famílies monoparentals amb fills.
La població ha evolucionat segons el següent gràfic:
Habitants censats

### Habitatges
El 2007 hi havia 881 habitatges, 706 eren l'habitatge principal de la família, 66 eren segones residències i 109 estaven desocupats. 682 eren cases i 196 eren apartaments. Dels 706 habitatges principals, 379 estaven ocupats pels seus propietaris, 308 estaven llogats i ocupats pels llogaters i 19 estaven cedits a títol gratuït; 18 tenien una cambra, 105 en tenien dues, 186 en tenien tres, 172 en tenien quatre i 225 en tenien cinc o més. 417 habitatges disposaven pel capbaix d'una plaça de pàrquing. A 383 habitatges hi havia un automòbil i a 175 n'hi havia dos o més.

### Piràmide de població
La piràmide de població per edats i sexe el 2009 era:
| Homes | Edats   | Dones |
| ----- | ------- | ----- |
| 4     | 95 o +  | 20    |
| 12    | 90 a 94 | 20    |
| 24    | 85 a 89 | 80    |
| 0     | 80 a 84 | 28    |
| 44    | 75 a 79 | 88    |
| 44    | 70 a 74 | 44    |
| 64    | 65 a 69 | 60    |
| 56    | 60 a 64 | 64    |
| 16    | 55 a 59 | 40    |
| 44    | 50 a 54 | 28    |
| 68    | 45 a 49 | 32    |
| 36    | 40 a 44 | 64    |
| 64    | 35 a 39 | 48    |
| 84    | 30 a 34 | 56    |
| 56    | 25 a 29 | 68    |
| 32    | 20 a 24 | 32    |
| 48    | 15 a 19 | 24    |
| 44    | 10 a 14 | 40    |
| 52    | 5 a 9   | 60    |
| 28    | 0 a 4   | 56    |

## Economia
El 2007 la població en edat de treballar era de 821 persones, 597 eren actives i 224 eren inactives. De les 597 persones actives 545 estaven ocupades (279 homes i 266 dones) i 52 estaven aturades (25 homes i 27 dones). De les 224 persones inactives 93 estaven jubilades, 56 estaven estudiant i 75 estaven classificades com a «altres inactius».

### Ingressos
El 2009 a Bellême hi havia 705 unitats fiscals que integraven 1.403 persones, la mediana anual d'ingressos fiscals per persona era de 15.981 €.

### Activitats econòmiques
Dels 172 establiments que hi havia el 2007, 4 eren d'empreses extractives, 4 d'empreses alimentàries, 1 d'una empresa de fabricació de material elèctric, 9 d'empreses de fabricació d'altres productes industrials, 14 d'empreses de construcció, 35 d'empreses de comerç i reparació d'automòbils, 5 d'empreses de transport, 13 d'empreses d'hostatgeria i restauració, 4 d'empreses d'informació i comunicació, 12 d'empreses financeres, 10 d'empreses immobiliàries, 19 d'empreses de serveis, 27 d'entitats de l'administració pública i 15 d'empreses classificades com a «altres activitats de serveis».
Dels 51 establiments de servei als particulars que hi havia el 2009, 1 era una oficina d'administració d'Hisenda pública, 1 gendarmeria, 1 oficina de correu, 5 oficines bancàries, 1 funerària, 1 taller d'inspecció tècnica de vehicles, 2 autoescoles, 2 paletes, 2 guixaires pintors, 2 fusteries, 3 lampisteries, 2 electricistes, 3 empreses de construcció, 8 perruqueries, 3 veterinaris, 7 restaurants, 4 agències immobiliàries, 1 tintoreria i 2 salons de bellesa.
Dels 18 establiments comercials que hi havia el 2009, 1 era una gran superfície de material de bricolatge, 1 una botiga de més de 120 m², 2 fleques, 1 una fleca, 2 llibreries, 3 botigues de roba, 2 botigues d'equipament de la llar, 2 sabateries, 1 una botiga de material de revestiment de parets i terra i 3 floristeries.
L'any 2000 a Bellême hi havia 3 explotacions agrícoles.

## Equipaments sanitaris i escolars
El 2009 hi havia 1 hospital de tractaments de curta durada, 1 hospital de tractaments de mitja durada (seguiment i rehabilitació), 1 psiquiàtric, 2 farmàcies i 1 ambulància.
El 2009 hi havia 2 escoles elementals. Bellême disposava d'un col·legi d'educació secundària amb 255 alumnes.

## Poblacions més properes
El següent diagrama mostra les poblacions més properes.